# Charles Dawes
Charles Gates Dawes (Marietta, 27 agosto 1865 – Evanston, 23 aprile 1951) è stato un politico, banchiere e ambasciatore statunitense, fu il trentesimo vicepresidente degli Stati Uniti d'America dal 1925 al 1929 sotto Calvin Coolidge e co-destinatario del Premio Nobel per la pace nel 1925 per il suo lavoro sul Piano Dawes per le riparazioni della prima guerra mondiale.
Fu presidente della City National Bank di Chicago fino alla morte.

## Biografia
Dawes nacque a Marietta, Ohio, nella contea di Washington, il 27 agosto 1865, figlio del generale della Guerra Civile Rufus Dawes e di sua moglie Mary Beman Gates. Rufus aveva comandato il 6º reggimento della Brigata di ferro del Wisconsin dal 1863 al 1864 durante la guerra civile americana. Suo zio, Ephraim C. Dawes, era un maggiore che prestò servizio sotto Ulysses S. Grant durante la battaglia di Shiloh e l'assedio di Vicksburg, e fu gravemente ferito nella battaglia di Dallas, in Georgia, nel maggio 1864.
I fratelli di Dawes erano Rufus C. Dawes, Beman Gates Dawes e Henry May Dawes, tutti importanti uomini d'affari o politici. Aveva due sorelle, Mary Frances Dawes Beach e Betsey Gates Dawes Hoyt. Dawes era un discendente di Edward Doty, un passeggero della Mayflower, e di William Dawes che viaggiava con Paul Revere per avvertire i coloni americani dell'avanzata dell'esercito britannico allo scoppio della Rivoluzione americana.
Si laureò al Marietta College nel 1884 e alla Cincinnati Law School nel 1886.

## Avvocato e imprenditore
Dawes fu ammesso all'albo degli avvocati nel Nebraska e esercitò la professione a Lincoln, nel Nebraska, dal 1887 al 1894. Quando il tenente John Pershing, il futuro generale dell'esercito, era istruttore militare presso l'Università del Nebraska, lui e Dawes diventarono molto amici. Pershing conseguì anche una laurea in giurisprudenza nel Nebraska e propose di lasciare l'esercito per intraprendere uno studio privato con Dawes, che lo mise in guardia dal rinunciare alla paga dell'esercito regolare per l'incertezza della remunerazione legale. Dawes incontrò anche il deputato democratico William Jennings Bryan. I due divennero amici nonostante il loro disaccordo sulle politiche relative all'argento gratuito.
Dawes si trasferì da Lincoln a Chicago durante il panico del 1893.  Nel 1894, Dawes acquisì partecipazioni in diversi impianti di gas del Midwest. Divenne presidente sia della La Crosse Gas Light Company a La Crosse, in Wisconsin, che della Northwestern Gas Light and Coke Company a Evanston, in Illinois.
Dawes sposò Caro Blymyer il 24 gennaio 1889.  Ebbero un figlio, Rufus Fearing (1890-1912), e una figlia, Carolyn. Successivamente adottarono due bambini, Dana e Virginia.

### Interesse per la musica
Dawes era un pianista, flautista e compositore autodidatta. La sua composizione Melodia in la maggiore divenne un noto pezzo per pianoforte e violino nel 1912 Marie Edwards fece un popolare arrangiamento dell'opera nel 1921.  Inoltre, nel 1921, fu arrangiato per una piccola orchestra da Adolf G. Hoffmann.  La melodia in la maggiore venne suonata in molte funzioni ufficiali a cui Dawes partecipò.
Nel 1951, Carl Sigman aggiunse il testo a Melody in A Major, trasformandolo nella canzone "It's All in the Game". La registrazione di "It's All in the Game" di Tommy Edwards fu una hit numero uno nella classifica dei record americani di Billboard per sei settimane nel 1958. La versione della canzone di Edwards divenne quell'anno la numero uno nella classifica del Regno Unito.
Da allora è diventato uno standard pop. Numerosi artisti hanno registrato versioni, tra cui Cliff Richard, the Four Tops, Isaac Hayes, Jackie DeShannon, Van Morrison, Nat "King" Cole, Brook Benton, Elton John, Mel Carter, Donny e Marie Osmond, Barry Manilow, Merle Haggard e Keith Jarrett.

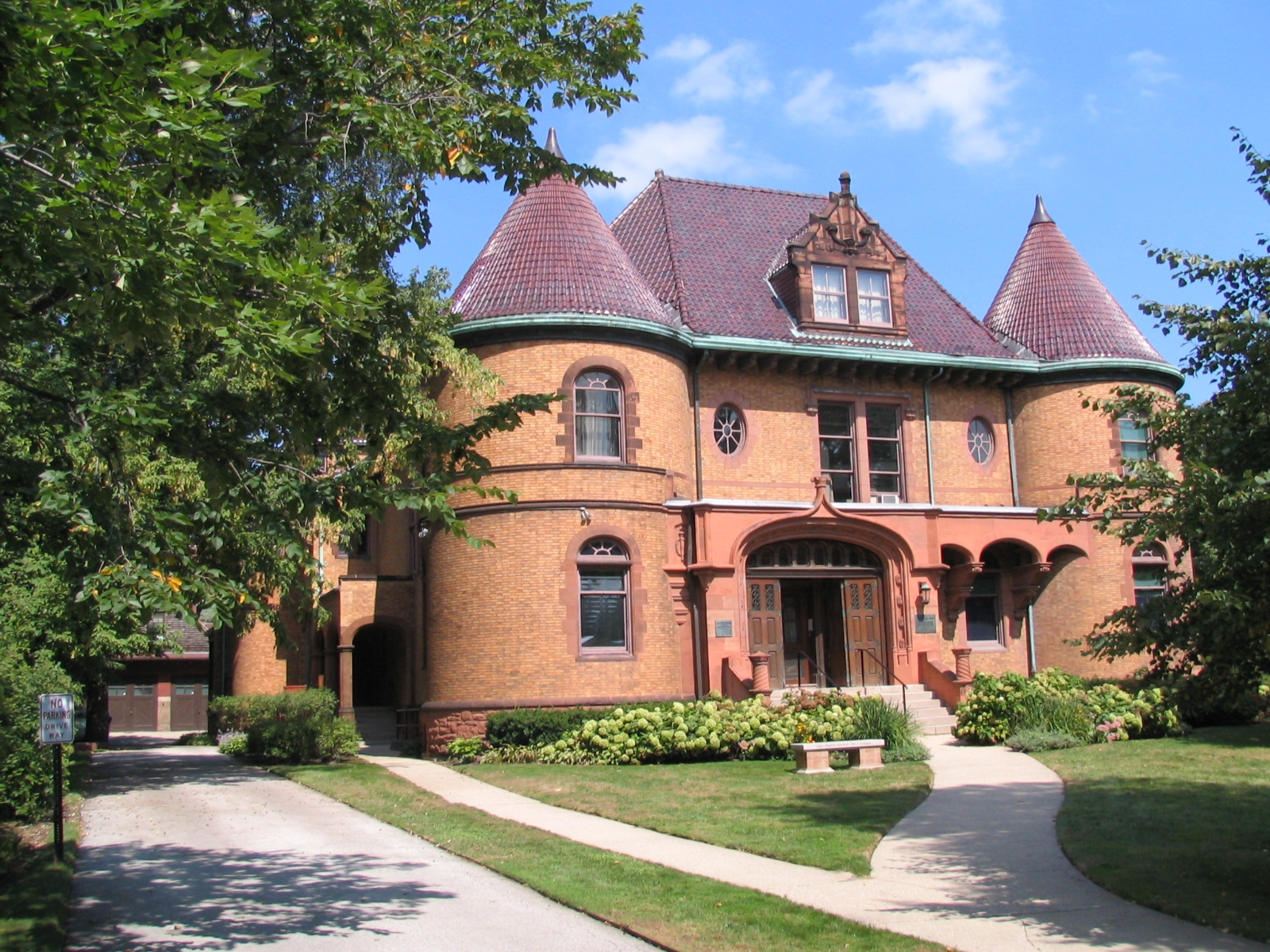
Dal 1909 al 1951, Charles G. Dawes visse in questa casa al 225 Greenwood St. di Evanston, Illinois. L'edificio fu costruito nel 1894 da Robert Sheppard ed ora è un punto di riferimento storico nazionale

## In politica
Le posizioni di rilievo di Dawes negli affari attirarono l'attenzione dei leader del partito repubblicano. Chiesero a Dawes di gestire la parte dell'Illinois della candidatura di William McKinley alla Presidenza degli Stati Uniti nel 1896. Dopo l'elezione di McKinley, Dawes fu nominato "Controllore della valuta" nel Dipartimento del Tesoro degli Stati Uniti. Occupando quel ruolo dal 1898 al 1901, raccolse più di 25 milioni di dollari dalle banche che avevano fallito durante il panico del 1893 e cambiò le pratiche bancarie per cercare di prevenire un altro simile terremoto.
Nell'ottobre 1901, Dawes lasciò il Dipartimento del Tesoro per perseguire un seggio al Senato degli Stati Uniti dall'Illinois. Pensava che, con l'aiuto dell'amministrazione McKinley, avrebbe potuto vincerlo. McKinley fu assassinato e il suo successore, il presidente Theodore Roosevelt, preferì l'avversario di Dawes. Nel 1902, in seguito a questo tentativo fallito di ricoprire una carica legislativa, Dawes dichiarò di aver chiuso con la politica. Organizzò la Central Trust Company dell'Illinois, di cui fu presidente fino al 1921.
Il 5 settembre 1912, il figlio ventunenne di Dawes, Rufus, annegò nel lago di Ginevra, durante le vacanze estive presso l'Università di Princeton. In sua memoria, Dawes creò rifugi per senzatetto sia a Chicago sia a Boston e finanziò la costruzione di un dormitorio presso l'alma mater di suo figlio, la Lawrenceville School a Lawrenceville, nel New Jersey.
Viene nominato coordinatore del comitato internazionale che ha lo scopo di valutare il problema della riparazione dei danni di guerra dovuti dalla Germania ai Paesi vincitori (1923). Il piano sarà chiamato Piano Dawes. Tale piano si basava fondamentalmente su due punti: la Germania non avrebbe potuto pagare le riparazioni che le erano state addebitate attraverso la ratifica del Trattato di Versailles fino a quando non fosse stata messa in condizioni di riprendersi; era, a tal proposito, necessario fornire alla Germania i finanziamenti atti allo scopo. Vicepresidente degli Stati Uniti d'America dal 1925 al 1929 e in seguito ambasciatore a Londra, vinse il Premio Nobel per la pace nel 1925.

### Nobel per la pace
Dawes ha presieduto il gruppo che ha ideato la soluzione alla crisi europea: attraverso il Piano Dawes, le banche americane hanno prestato ingenti somme di denaro alla Germania. I prestiti aiutarono la produzione industriale tedesca a riprendersi e il governo a pagare le riparazioni alla Francia e al Belgio, come richiesto dal trattato di Versailles. Francia e Belgio a loro volta accettarono di ritirare le truppe che occupavano la Ruhr dal gennaio 1923. Nel 1929 la Commissione per le riparazioni guidata da Owen Young sostituì il piano con il più permanente Piano Young, che ridusse l'importo totale delle riparazioni e chiese la rimozione delle forze di occupazione dalla Renania. Per il suo lavoro sul Piano Dawes e la conseguente riduzione delle tensioni tra Francia e Germania, Dawes condivise il Premio Nobel per la Pace nel 1925.

### Vicepresidenza (1925-1929)

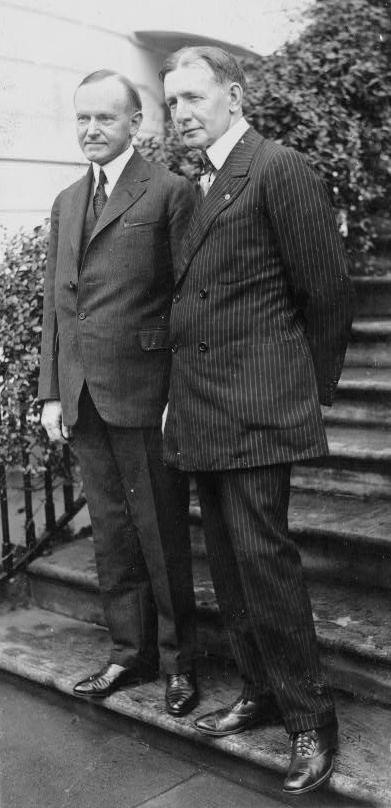
Dawes (a destra) e Calvin Coolidge

Alla Convention Nazionale Repubblicana del 1924, il presidente Calvin Coolidge fu scelto quasi senza opposizione per essere il candidato presidenziale repubblicano. La scelta del candidato alla vicepresidenza fu invece più contestata. Il governatore dell'Illinois Frank Lowden venne nominato, ma rifiutò. La scelta successiva di Coolidge fu il senatore dell'Idaho William Borah, che rifiutò anche la nomina. Il presidente nazionale repubblicano, William Butler, voleva nominare l'allora segretario al Commercio Herbert Hoover, ma non era sufficientemente popolare. Alla fine, i delegati scelsero Dawes. Coolidge accettò rapidamente la scelta dei delegati e sentì che Dawes gli sarebbe stato leale e avrebbe dato una forte aggiunta alla sua campagna.
Dawes viaggiò in tutto il paese durante la campagna elettorale, tenendo discorsi per sostenere il ticket repubblicano. Il 22 agosto, Dawes apparve ad un comizio ad Augusta, nel Maine, per conto del candidato repubblicano alla carica di governatore Ralph Owen Brewster, che era stato accusato dal suo avversario William Robinson Pattangall di essere sostenuto dal Ku Klux Klan e di avere simpatie per loro. Dawes, che fu sfidato da Pattangall a parlare della questione, tenne un discorso attaccando il Klan e la sua retorica di pregiudizi religiosi e razziali (Dawes era comunque attento a come parlava di razza). Attaccò spesso il candidato progressista Robert M. La Follette come un pericoloso radicale che simpatizzava con i bolscevichi. Il ticket Coolidge-Dawes fu eletto il 4 novembre 1924, con più voti popolari dei candidati dei partiti democratico e progressista messi insieme. L'inaugurazione si tenne il 4 marzo 1925.

### Pugni sul tavolo al Senato
Quando Dawes prestò giuramento il 4 marzo, passò all'azione e si scagliò contro l'ostruzionismo del Senato. Nel discorso, Dawes criticò la regola XXII, definendola "antidemocratica", e notò come fosse stata facilmente sfruttata a causa della sua procedura di voto a due terzi. Per la maggior parte del discorso, Dawes indicò specifici senatori e sbatté ripetutamente il pugno su un tavolo. Il presidente della Corte Suprema William Howard Taft scrisse a suo figlio che il vicepresidente aveva "fatto di se stesso una scimmia". Oltre a infastidire l'intero Senato con un discorso che lasciò molti scioccati, Dawes finì per irritarli di nuovo lo stesso giorno, facendo giurare i senatori uno per uno (di solito prestavano giuramento in gruppo). Molti sulla stampa fecero una battuta su Dawes, Coolidge fu molto arrabbiato per il modo in cui il vicepresidente stava iniziando il mandato.

### Polemiche sulla nomina di Charles B. Warren
Il 10 marzo, il Senato discusse la nomina di Charles B. Warren a procuratore generale degli Stati Uniti. Sulla scia dello scandalo Teapot Dome e di altri scandali, i democratici e i repubblicani progressisti si opposero alla nomina a causa della stretta associazione di Warren con lo Sugar Trust. A mezzogiorno, sei oratori erano in programma per affrontare la nomina di Warren. Desideroso di fare una pausa per un pisolino, Dawes consultò i leader della maggioranza e della minoranza, che gli assicurarono che non ci sarebbe stata alcuna votazione quel pomeriggio. Dopo che Dawes lasciò il Senato, tutti tranne uno degli oratori in programma decisero di non fare osservazioni formali e si procedette alla votazione. Quando divenne evidente che il voto sarebbe stato in parità, i leader repubblicani chiamarono in fretta e furia Dawes al Willard Hotel, e lui partì immediatamente per il Campidoglio. Il primo voto fu di 40-40, un pareggio che Dawes avrebbe potuto rompere a favore di Warren. Mentre aspettava l'arrivo di Dawes, l'unico senatore democratico che aveva votato per Warren cambiò il suo voto. La nomina poi fallì 41-39, il primo rifiuto di un candidato presidenziale in quasi 60 anni. Questo incidente fu raccontato in una poesia derisoria, basata sulla poesia di Longfellow "Paul Revere's Ride"; iniziava con la frase: "Venite a radunarvi intorno ai bambini e a trattenere gli applausi per la cavalcata pomeridiana di Charlie Dawes". La scelta del poema si basava sul fatto che Charles Dawes discendeva da William Dawes, che cavalcava con Paul Revere. 

### Dawes e Coolidge si divisero
Dawes e Coolidge si alienarono l'uno dall'altro. Dawes rifiutò di partecipare alle riunioni di gabinetto e infastidì Coolidge con il suo attacco all'ostruzionismo del Senato. Dawes sostenne il McNary-Haugen Farm Relief Bill, che cercava di alleviare la crisi agricola degli anni '20 facendo in modo che il governo acquistasse i prodotti agricoli in eccesso e li vendesse sui mercati esteri. Dawes contribuì a far passare il disegno di legge al Congresso, ma il presidente Coolidge pose il veto.
Nel 1927, Coolidge annunciò che non avrebbe cercato la rielezione. Dawes favorì nuovamente Frank Lowden alla Convention Nazionale Repubblicana del 1928, ma la convention scelse Herbert Hoover. Circolavano voci sul fatto che Dawes fosse stato scelto come compagno di corsa di Hoover. Coolidge fece sapere che avrebbe considerato la rinomina di Dawes a vicepresidente come un insulto. Charles Curtis del Kansas, noto per le sue capacità di collaborazione, fu scelto come compagno di corsa di Hoover.

### Ambasciatore e banchiere
Dopo aver completato il suo mandato come vicepresidente, Dawes diventò ambasciatore degli Stati Uniti nel Regno Unito (noto formalmente come la Corte di St. James's) dal 1929 al 1931. Nel complesso, Dawes fu un ambasciatore efficace, come il figlio di Giorgio V, il futuro Edoardo VIII, confermò in seguito nelle sue memorie. Dawes era piuttosto rozzo per alcuni dei suoi doveri, non amando presentare debuttanti americani al re. Durante la sua prima visita alla corte reale, in ossequio all'opinione pubblica americana, si rifiutò di indossare il consueto abito di corte, che allora includeva calzoni al ginocchio. Si dice che questo episodio abbia sconvolto il re, che era stato impedito dalla malattia di partecipare all'evento.
Mentre la Grande depressione continuava a devastare gli Stati Uniti, Dawes accettò l'appello del presidente Herbert Hoover a lasciare l'ufficio diplomatico e a dirigere la neonata Reconstruction Finance Corporation (RFC). Dopo alcuni mesi, Dawes si dimise dalla RFC. Come presidente della fallimentare Central Republic Bank and Trust Company di Chicago, si sentì obbligato a lavorare per il suo salvataggio. Gli oppositori politici sostenevano che, sotto la guida di Dawes, la RFC aveva concesso un trattamento preferenziale alla sua banca. Questo segnò la fine della carriera di Dawes nel servizio pubblico. Per le elezioni del 1932, Hoover considerò la possibilità di aggiungere Dawes al ticket al posto di Curtis, ma Dawes declinò la potenziale offerta.
Più tardi, nel 1932, Dawes e soci formarono la City National Bank and Trust Co. per rilevare i depositi della fallita Central Republic Bank and Trust Company. Nel 1936, i leader repubblicani del Congresso si avvicinarono informalmente a Dawes sulla possibilità di guidare il loro ticket presidenziale alle elezioni presidenziali di quell'anno, sperando in un candidato associato ai prosperi anni di Coolidge, ma Dawes non aveva alcun interesse a tornare alla politica di prima linea; il ticket (alla fine fallito) sarebbe invece guidato da Alf Landon.

### Ultimi anni di vita

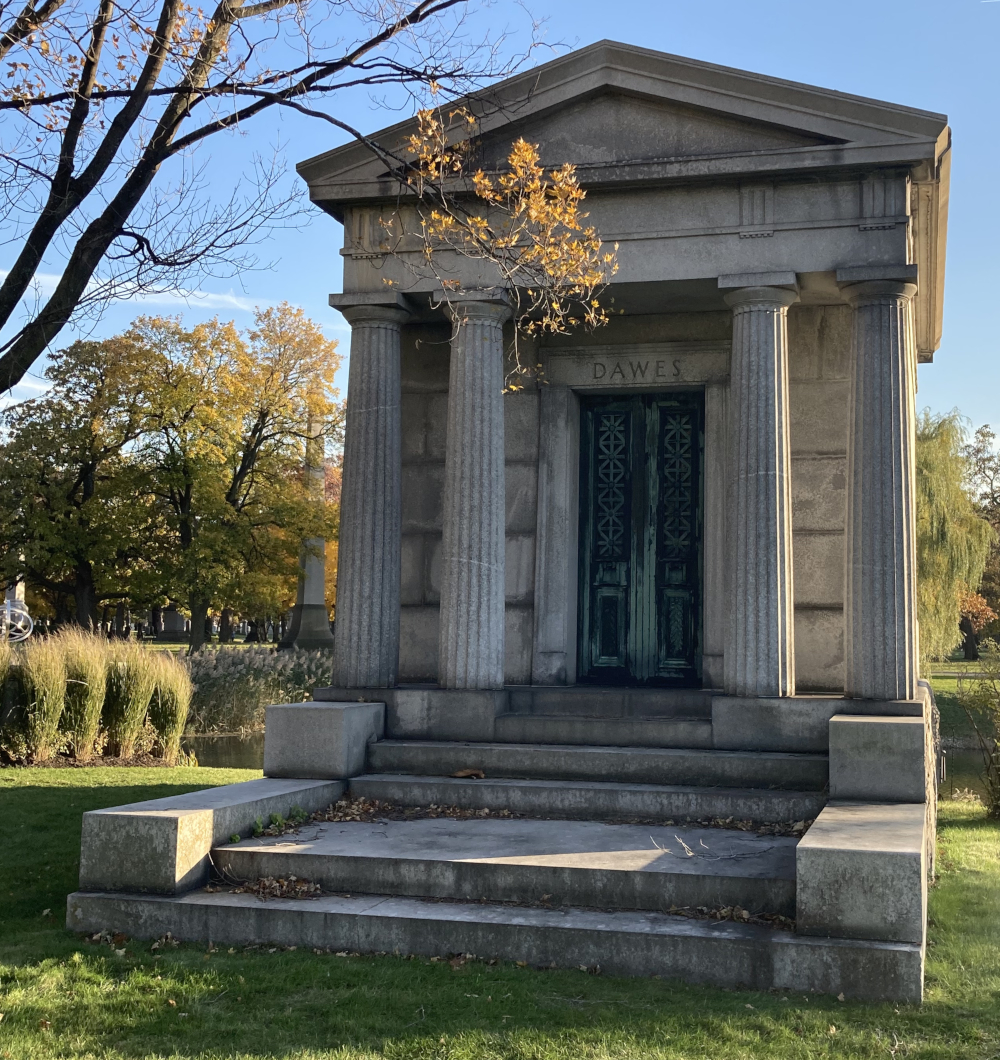
Mausoleo di Dawes al cimitero di Rosehill

Dawes prestò servizio per quasi due decenni come presidente del consiglio di amministrazione della City National Bank dal 1932 fino alla sua morte. Morì il 23 aprile 1951 nella sua casa di Evanston a causa di una trombosi coronarica all'età di 85 anni. Fu sepolto nel cimitero di Rosehill, Chicago.